# Ioan Silion
Ioan Silion a fost un politician român din secolul al XIX-lea, ministru interimar de externe în guvernul condus de Anastasie Panu, la Iași, după Mica Unire, dar înainte de unirea administrativă a Principatelor Române.